# Paolo Bossi
Pour les articles homonymes, voir Bossi.
Paolo Bossi (Chiavenna, 19 avril 1832 - Chiavenna, 2 décembre 1884) est un homme politique italien.

## Biographie
Il a été député du royaume d'Italie durant les VIIIe et IXe législatures.